# Selección de rugby de la República Dominicana
La selección de rugby de República Dominicana, representa a ese país en las competiciones oficiales de rugby desde 2017.
Está regulada por la Federación Dominicana de Rugby, ente regulador del deporte afiliado a Rugby Americas North, confederación norteamericana.

## Participación en copas

### Copa del Mundo
- no ha clasificado

### Rugby Americas North Cup
- RAN Cup 2017: 3° puesto (último)
- RAN Cup 2019: 2° puesto en grupo

### Rugby Americas North Trophy
- RAN Trophy 2018: 2° puesto